# 항 투아

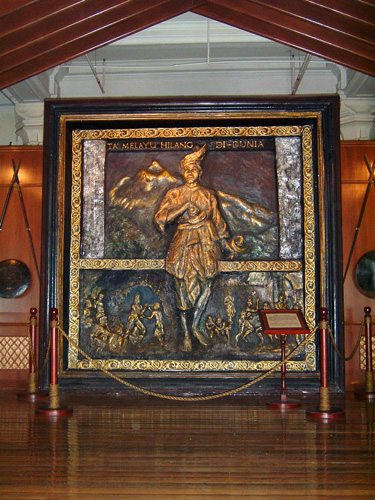

항 투아(말레이어: Hang Tuah)는 말라카 왕조의 유명한 해군 장군이다.
어린 시절 친구 항 푸앗과 함께 해적으로 활동하였다。당시 믈라카 왕조의 술탄 무다파 샤（Sultan Mudzaffar Syah），제5대 술탄）이 그에게 해군 장군(사령관,司令)의 직위를 주었다。기록에 따르면 그는 정의감이 깊어，무다파샤 술탄의 재임 기간에，해적들을 소탕하여 호평을 받았다고 한다.
무다파샤 술탄이 죽고，술탄의 아들 만수르 미수라（Mansur Misura） 때에，항 푸앗과 항 제밧의 반란이 발생하였다。그들은 만수르 미수라를 암살하기로 하였으나，항 투아가 이 음모를 발견하고，그의 친구 항 푸앗과 항 제밧을 죽였다。믈라카는 “황금시기”를 맞게 되고，1475년 항 투아는 믈라카에서 사망한다.
전하는 말에 의하면，항 투아 등의 "항"(Hang)은 한(“漢”)의 후예라는 뜻이라고 한다.